# Les Éditions de Minuit
Les Éditions de Minuit är ett franskt bokförlag.
Förlaget grundades 1941 av författarna Jean Bruller och Pierre de Lescure. Eftersom nazisympatisörer kontrollerade all utgivning i Frankrike under den tyska ockupationen verkade förlaget underjordiskt fram till befrielsen av Paris 1944. Den första utgivna boken var La silence de la mer av Vercors (pseudonym för Bruller) 1942. En roman som skildrar motståndet mot den tyska ockupationen och likt andra motståndstexter spreds från hand till hand. Den följdes 1943 av Chroniques interdites, en antologi med förbjudna artiklar, och en rad skrifter av några av Frankrikes främsta författare, vilka skrev under pseudonym, som Paul Éluard, François Mauriac, Louis Aragon, Jacques Maritain, Jean Paulhan, André Chamson och André Gide.
Efter befrielsen kunde förlaget verka öppet. På 1950-talet publicerade de originalutgåvorna av Samuel Becketts romaner (till exempel Molloy 1951) samt verk av många av författarna inom den nya romanen som Alain Robbe-Grillet, Michel Butor, Nathalie Sarraute och Claude Simon.
Senare har förlaget utgivit verk av bland andra Marguerite Duras, Hervé Guibert, Jean Echenoz, Jean Rouaud, Jean-Philippe Toussaint, Bernard Marie-Koltès och Marie Ndiaye.